# Негрень (Горж)
Негрень, Негрені (рум. Negreni) — село у повіті Горж в Румунії. Входить до складу комуни Лікуріч.
Село розташоване на відстані 199 км на захід від Бухареста, 35 км на південний схід від Тиргу-Жіу, 59 км на північ від Крайови.

## Населення
За даними перепису населення 2002 року у селі проживали 710 осіб, усі — румуни. Усі жителі села рідною мовою назвали румунську.